# テリハノイバラ
テリハノイバラ（照葉野茨、学名: Rosa luciae）は、バラ科バラ属の落葉または常緑つる性低木。海岸や河原、山地で地面を這うように生える。和名は、葉がかたく光沢があることに由来する。別名、ハイバラ。

## 分布と生育環境
日本では、本州（主に青森県津軽以南）、四国、九州、琉球列島に分布し、日当たりのよい海岸や草原、河川敷の礫地、造成地、山間部のブナ帯の裸地や草原などに自生する。アジアでは、朝鮮、中国本土に分布する。

## 特徴
落葉広葉樹のつる性低木。主幹は根から放射状に長く地面を這い、あまり太くならない。枝は無毛で、まばらに鉤形の刺があり、側枝は直立して先端には花がつく。つるは緑色や紅紫色で細かい筋が見えるが、太いものは淡褐色で表皮が裂ける。トゲは下向きにやや曲がる。葉は奇数羽状複葉で、7 - 9の小葉からなる。小葉は厚く、円形または広卵形で、縁にはあらい歯牙があり、表面は深緑色で光沢あり、裏面は黄緑色になる。冬でも葉が残ることもよくある。
花期は6 - 7月。枝の先端に径2 - 3.5センチメートル (cm) の白色の5弁花を、数個から数十個つける。花序の主軸は稲妻形に屈曲する。花はノイバラよりも大きく、芳香がある。果実はやや大きく、長さ8 - 10ミリメートル (mm) の卵球形になり、赤熟し光沢がある。赤い果実は冬にも残ることがある。
冬芽はいぼ状でごく小さく、互生する。葉痕は細い三日月形や横線状で、維管束痕は不明瞭である。
野生のバラの普通種としてはノイバラがあるが、本種は葉のつやが強いこと、葉が小さく揃っていること、花の数が少なくて、一つ一つはずっと大きいことで区別できる。
- 葉に光沢があり、照葉という。
- 果実 11月

## 利用
バラの園芸品種を接ぎ木する際、本種が台木として利用される。

## 下位品種
- リュウキュウテリハノイバラ Rosa luciae Rochebr. et Franch. ex Crép. f. glandulifera (Koidz.) H.Ohba
- トゲナシテリハノイバラ Rosa luciae Rochebr. et Franch. ex Crép. f. ohwii (Oishi) Yonek.